# 毒草を食べてみた
『毒草を食べてみた』（どくそうをたべてみた）は、2000年に文藝春秋より刊行された新書。著者は植物に関するエッセイや翻訳等で知られる植松黎。

## 内容
- 43種類の毒草と1種類の菌類が掲載され、それらに関するエピソードなどを収録してある。なお、ここで取り上げられている菌類は麦角菌である。本書では「イネ科の植物と一心同体の如く寄生するから」という理由で取り上げられている。
- 著者がすべての毒草を「食べてみた」わけではない。本書の中で、著者が実際に試食したことを明言しているのはドクウツギ[1]、ヒガンバナ(ヘソビ餅として)[2]、ミトラガイナ(Mitragyna speciosa)[3]のみである。

## 備考
タイトルからするとアングラ系の本を連想させる。しかし、基本的に麻薬や法律で禁止されている植物の栽培を推奨している記述は一切無いどころか、ケシのページで「ケシほど卑しい目的（アヘンの製造）のためによって作り変えられた植物も無い」などと薬物に対する批判を行っているため、法律で規制されている薬物の使用や栽培を推奨しているいわゆるアングラ系の本からは距離を置いている。

## 書誌情報
- 『毒草を食べてみた』植松 黎 （著）文春新書 （2000年4月） ISBN 4166600990